# Velvet Sky
Jamie Szantyr (New Britain (Connecticut), 2 juni 1981), beter bekend als Velvet Sky, is een Amerikaans professioneel worstelaarster die actief in de Total Nonstop Action Wrestling.

## In het worstelen
- Afwerking bewegingen
  - Beauty Mark
  - Blonde Ambition
  - Re-TALIA-tion
- Kenmerkende bewegingen
  - Diving crossbody
  - Hurricanrana
  - Northern lights suplex
  - Reverse bulldog
  - Running front dropkick
  - Russian legsweep
  - Sitout jawbreaker
  - Stink face
  - Triangle choke

## Prestaties
- Defiant Pro Wrestling
  - DPW Women's Championship (1 keer)
- Georgia Wrestling Alliance
  - GWA Ladies Championship (1 keer)
- Total Nonstop Action Wrestling
  - TNA Women's Knockout Championship (2 keer)
  - TNA Knockout Tag Team Championship (1 keer met Lacey Von Erich en Madison Rayne)
- Universal Wrestling Association
  - UWA Women's Tag Team Championship (1 keer met Ariel)
- Women's Extreme Wrestling
  - WEW World Heavyweight Championship (1 keer)
  - WEW World Tag Team Championship (2 keer; 1x met April Hunter en 1x met Tiffany Madison)
- World Xtreme Wrestling
  - WXW Women's Championship (1 keer)